# ستيفانو دوناتي
ستيفانو دوناتي (بالإيطالية: Stefano Donati)‏ هو صحفي إيطالي، ولد في 27 أغسطس 1982 في تريفيجليو في إيطاليا.